# Navigationsfunkdienst über Satelliten
Der Navigationsfunkdienst über Satelliten (englisch radionavigation-satellite service) ist gemäß Definition der Internationalen Fernmeldeunion ein Ortungsfunkdienst über Satelliten für Zwecke der Funknavigation.
Dieser Funkdienst ist ein sicherheitsrelevanter- oder Safety-of-Life Service, ist zwingend vor Störungen zu schützen und wichtiger Bestandteil der Navigation.
Nachfolgend sind beispielhaft GNSS-Funkanwendungen des Navigationsfunkdienstes über Satelliten aufgeführt:
- Global Positioning System (GPS), mit Differential Global Positioning System (DGPS),  Vereinigte Staaten
- GLONASS,  Russland
- Beidou,  Volksrepublik China
- Galileo,  Europäische Union
- Ergänzungssysteme Satellite Based Augmentation Systems